# Stagno (De Grada)
Stagno è un dipinto di Raffaele De Grada. Eseguito verso il 1949, appartiene alle collezioni d'arte della Fondazione Cariplo.

## Descrizione
Si tratta di dipinto dalla notevole influenza cézanniana, riscontrabile nell'attenzione alle volumetrie compositive e al rigore delle pennellate, pur mitigata dalla rappresentazione lirica della natura, in ossequio alla tradizione del naturalismo lombardo.